# Inel sigilar

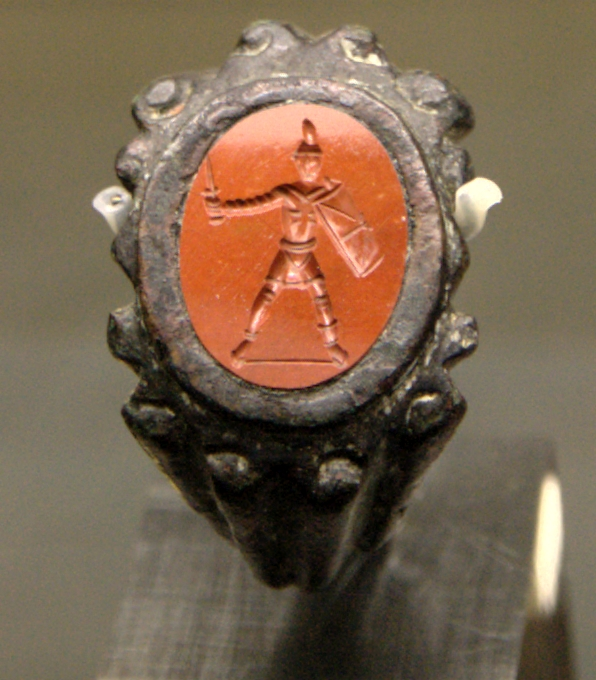
Inel sigilar reprezentând un gladiator.
Inel de bronz cu intalie de jasp, din perioada romană, secolul III e.n.

Inelul sigilar este un inel cu funcție dublă: bijuterie și aplicarea de sigilii. În acest scop este dotat cu o intalie, de regulă într-o piatră semiprețioasă, uneori simbolul sigilar este gravat și direct în materialul din care este confecționat inelul, în incizie sau în excizie.

## Inelul sigilar care a declanșat un război
Există teza că hunii, conduși de Attila, ar fi venit spre vest, mai precis spre Imperiul Roman de Apus, datorită unui inel sigilar. Justa Grata Honoria, sora împăratului Valentinian al III-lea, i-a cerut ajutor lui Attila și, după obiceiul epocii, a trimis la curtea acestuia o solie încărcată cu daruri de preț, printre care se afla, pur întâmplător, și un inel sigilar. Acest obiect l-a făcut pe conducătorul hunilor, venit dintr-un mediu cultural cu obiceiuri și tradiții diferite de cele romane, să creadă că Honoria dorește să devină mireasa sa și ca atare a formulat curții de la Ravenna pretenții teritoriale ca zestre. Refuzul exprimat de împărat la aceste neobișnuite pretenții a dus, practic, la declanșarea războiului.

## Inelul Pescarului
Inelul Pescarului (în latină Anulus piscatoris) face parte oficial din însemnele Papei de la Roma. Inelul este din aur sau din argint aurit și îl reprezintă, în basorelief, pe Apostolul Petru pescuind dintr-o barcă.
Inelul Pescarului este un sigiliu utilizat până în 1842 pentru sigilarea oricărui document oficial redactat de papă sau contrasemnat de el.

## Inele sigilare în muzeele lumii

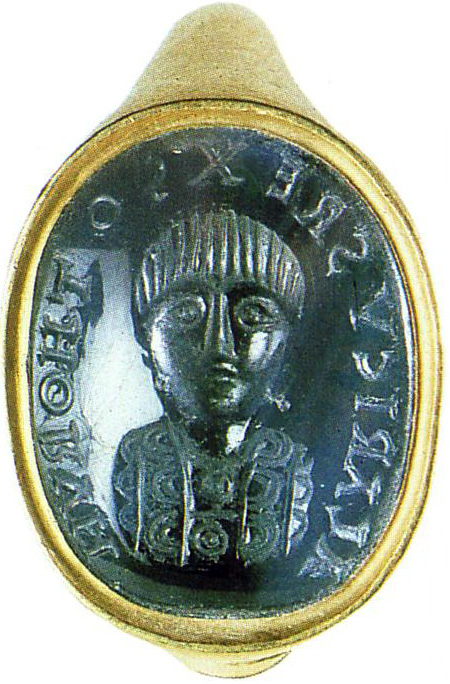
Inelul sigilar al lui Alaric al II-lea

La Muzeul de Istorie a Artei din Viena se află inelul sigilar al regelui vizigot Alaric al II-lea, purtând chipul său încrustat într-o piatră semiprețioasă opalină cu nuanțe albăstrii.

## Inele sigilare în România
La Muzeul Național al Unirii din Alba Iulia se găsește o colecție de inele sigilare, cel mai remarcabil fiind confecționat din corneon, o piatră semiprețioasă. În epoca romană, acest fel de sigilii se aplicau pe un suport de ceară de albine, care la rândul lui erau aplicate pe o tăbliță de bronz. Se regăsesc pe mesajele trimise în secolele II-III de înalți demnitari către supușii lor sau pe contracte și înțelegeri semnate între negustorii din Orient și cei din Dacia.

Inelul sigilar al lui Ioan Vodă, fiul domnitorului Vasile Lupu

Muzeul Județean Teleorman, din Alexandria, posedă Inelul sigilar de la Plăviceni. Inelul sigilar fost descoperit în cripta nr.1, situată pe latura de sud a pronaosului bisericii Mănăstirii Aluniș-Plăviceni, biserică ridicată în anul 1648, fără a se putea ști cui i-a aparținut. Inelul sigilar este confecționat din aur cu titlul de 986‰, cu greutatea de 16,73 g, format dintr-un chaton oval, cu dimensiunile de 15 x 13 mm, ce face corp comun cu veriga. În câmpul chatonului este gravată o compoziție de tip himeric, cu un grifon în fața unui copac. Cercul care înconjoară întreaga compoziție este tocit complet într-o parte, dovadă a folosirii lui îndelungate.
Muzeul Județean de Istorie și Arheologie Prahova, din Ploiești, deține un inel sigilar descoperit la Târgșoru Vechi, Prahova. Inelul sigilar de aur, cu chaton oval, este decorat cu o floare de crin heraldică dublă, asimetrică.
În cursul săpăturilor arheologice efectuate la Biserica Sfântul Nicolae din Bălinești a fost decoperit, între altele, și inelul sigilar al lui Dragotă Tăutulovici.
Muzeul Literaturii Române, din Iași, deține în colecțiile sale și inelul sigilar, din aur, care i-a aparținut lui Mihai Eminescu.